# Axel Bergström (ingenjör)
Axel Emil Bergström, född 10 maj 1899 i Byske församling, Västerbottens län, död 8 oktober 1982 i Vittsjö församling, Kristianstads län, var svensk ingenjör.
Bergström blev diplomingenjör vid Höhere technische Lehranstalt i Zwickau 1924, var anställd på Aga:s experimentavdelning 1925–30, innehade tillsammans med civilingenjör Gösta Björklund (1898–1973) Dentatus AB, i Aspudden från 1930, var ljusteknisk expert på Aga från 1932 och chef för dess speciallaboratorium för forskningsverksamhet. Han var ledamot av Kungliga Tekniska högskolans nybyggnadskommitté för ljusteknik och medlem av Svenska belysningssällskapet. Han innehade ett flertal in- och utländska patent på ljustekniska uppfinningar.

## Fotnoter
1. ↑  Sveriges Dödbok 1901–2009, DVD-ROM, Version 5.00, Sveriges Släktforskarförbund (2010).